# Harvard University Herbaria

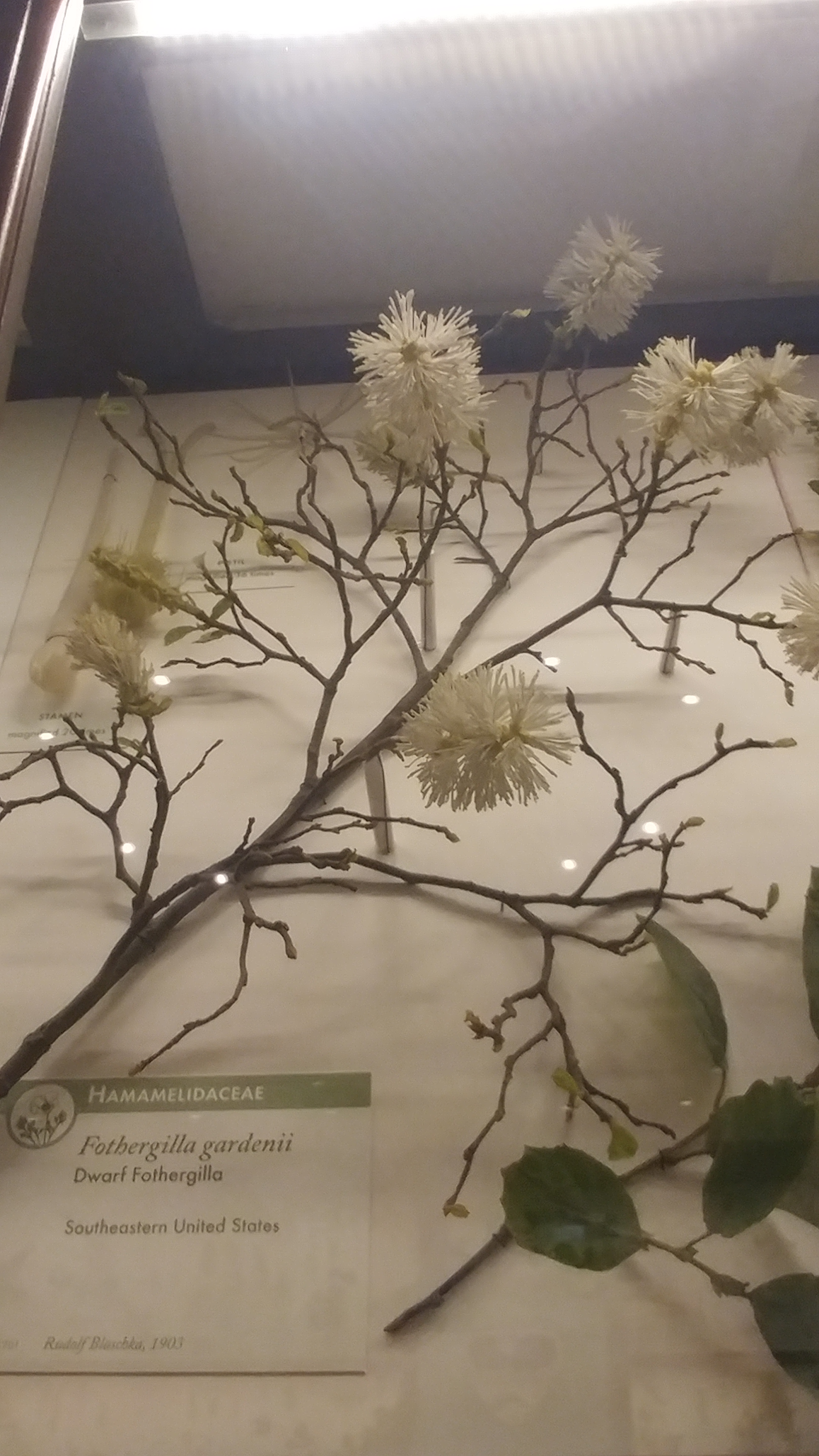
Modell av Fothergilla gardenii gjord av glas!

Harvard University Herbaria (HUH) är en sammanslagning av sex tidigare separata herbarier vid Harvard University i Cambridge, Massachusetts, USA. Sammanlagt omfattar samlingarna drygt fem miljoner exemplar och herbariet är det tionde största i världen. Herbariet utgör tillsammans med Botanical Museum of Harvard University en del av Harvard Museum of Natural History..
De sex herbarierna är:
- Herbarium of the Arnold Arboretum Grundades strax efter att arboretumet uppförts 1872 och innehåller ungefär 1,5 miljoner exemplar. Kända föreståndare är Charles Sprague Sargent (1872-1927) och Elmer Drew Merrill (1936-1946).[3]
- Economic Herbarium of Oakes Ames Grundades 1918 när Oakes Ames donerade sin samling och innehåller nu 40 000 exemplar av ekonomiskt viktiga växter och 13 000 föremål med botanisk anknytning. Samlingarna har tillförts mycket material genom Richard Evans Schultes etnobotaniska forskningsresor till Sydamerika.[4]
- Oakes Ames Orchid Herbarium Innehåller 2 500 holotyper och 3 500 isotyper av orkidéer och innehöll 138 000 exemplar när det integrerades i samlingarna.[5]
- Farlow Herbarium Tillföll Harvard vid William Gilson Farlows död 1919 och innehåller ungefär 1,4 miljoner exemplar av kryptogamer, varav cirka 75 000 typexemplar.[6]
- Gray Herbarium Startade 1842 då Asa Gray blev föreståndare för Harvard Botanical Garden och donerades till Harvard av Gray 1864. Består av nästan två miljoner exemplar, varav ett stort antal typer.[7]
- New England Botanical Club Herbarium är den främsta samlingen av växter från New England och innehåller över en kvarts miljon exemplar av kärlväxter. Övriga delar har inkorporerats i Farlow Herbarium.[8][9]

De sex herbarierna förvarades ursprungligen på olika ställen i Boston och Cambridge, men samlades 1954 i en för ändamålet uppförd byggnad, där de dock hölls åtskilda. De integrerades helt 1996, men på arken (lådorna, burkarna etcetera...) anges vilket herbarium de "tillhör" och dessa gamla beteckningar används fortfarande vid citation av exemplar.
Därutöver innefattar herbariet/museet:
- Bailey-Wetmore Wood Collection Utgörs av en samling på över 33 000 träprover (inklusive fossiliserat trä) och 50 000 mikroskoppreparat grundad av Irving Widmer Bailey och Ralph Hartley Wetmore.[11]
- Paleobotanical Collection Grundades av Louis Agassiz och är med sina 60 000 växtfossil den näst största samlingen av sådana i USA.[12]
- Ware Collection of Blaschka Glass Models of Plants, vanligen kallade The Glass Flowers (glasblommorna), utgörs av 4 300 modeller av växter och växtdelar utförda helt i glas (endast med en stödjande ståltråd invändigt) av Leopold (1822-1895) och dennes son Rudolf Blaschka (1857-1939) som verkade i stadsdelen Hosterwitz i Dresden, Tyskland. De beställdes av det botaniska museets förste chef, professor George Lincoln Goodale, (kostnaden stod hans förra student Mary Lee Ware och hennes mor Elisabeth för), tillverkades från 1887 till 1936, och är utställda på Harvard Museum of Natural History där de drar 200 000 besökare årligen.[13][14]
- Harvard University Botany Libraries utgörs av fem ursprungligen separata bibliotek som nu finns samlade i herbariebyggnaden.[15]

Harvard University Herbaria startade tillsammans med Royal Botanic Gardens, Kew och Australian National Herbarium "The Plant Names Project" 1997 för att skapa en databas, International Plant Names Index (IPNI), över alla fröväxter. Sedan 2004 omfattar IPNI även ormbunksväxter.
Harvard University Botany Libraries startade 2005 tillsammans med nio andra institutioner i USA och Storbritannien projektet Biodiversity Heritage Library (BHL) för att tillgängliggöra den "biodiversitetslitteratur" som finns i deras ägo online på Internet och debuten skedde 2007 med publikationen av 300 inskannade böcker. I slutet av 2016 hade det vuxit till över 400 000 volymer och artiklar på sammanlagt över 50 miljoner sidor.
HUH håller på att lägga ut sitt herbarium digitalt på Internet med foton av respektive herbarieark och upprätthåller också online register över auktorer, samlare, författare, publikationer och litteratur.
Herbariet utger tidskriften Harvard Papers in Botany, som grundades 1989 som en sammanslagning av Botanical Museum leaflets - Harvard University, Occasional Papers of the Farlow Herbarium of Cryptogamic Botany, Contributions from the Gray Herbarium of Harvard University, Farlowia: a journal of cryptogamic botany och Journal of the Arnold Arboretum. Volymerna från 2005 och framåt finns tillgängliga online på BioOne.